# Scleroderma hakkodense
Scleroderma hakkodense är en svampart som beskrevs av Kobayasi 1986. Scleroderma hakkodense ingår i släktet Scleroderma och familjen rottryfflar.   Inga underarter finns listade i Catalogue of Life.